# Supercoupe du Kosovo de football
La Supercoupe du Kosovo de football est une compétition de football opposant le vainqueur du Championnat du Kosovo au vainqueur de la Coupe du Kosovo. La compétition se tient depuis les années 1990. L'équipe réalisant le doublé Coupe-Championnat remporte automatiquement le trophée.

## Palmarès

### Rencontres
| Année | Vainqueur     | Score                                                       | Finaliste                                                   |
| ----- | ------------- | ----------------------------------------------------------- | ----------------------------------------------------------- |
| 1994  | KF Dukagjini  | 0 - 0 ; 5 - 4 tab                                           | FC Pristina                                                 |
| 1995  | FC Pristina   | Non disputé, le club ayant fait le doublé Coupe-Championnat | Non disputé, le club ayant fait le doublé Coupe-Championnat |
| 1996  | FC Pristina   | Non disputé, le club ayant fait le doublé Coupe-Championnat | Non disputé, le club ayant fait le doublé Coupe-Championnat |
| 2000  | KF Gjilan     | 4 - 1                                                       | FC Pristina                                                 |
| 2001  | FC Pristina   | 3 - 0                                                       | KF Drita                                                    |
| 2002  | KF Besiana    | Non disputé, le club ayant fait le doublé Coupe-Championnat | Non disputé, le club ayant fait le doublé Coupe-Championnat |
| 2003  | KF KEK        | 2 - 1                                                       | KF Drita                                                    |
| 2004  | FC Pristina   | 4 - 0                                                       | Kosova VR                                                   |
| 2005  | KF Besa Pejë  | Non disputé, le club ayant fait le doublé Coupe-Championnat | Non disputé, le club ayant fait le doublé Coupe-Championnat |
| 2006  | FC Pristina   | 3 - 1                                                       | KF Besa Pejë                                                |
| 2007  | KF Besa Pejë  | Non disputé, le club ayant fait le doublé Coupe-Championnat | Non disputé, le club ayant fait le doublé Coupe-Championnat |
| 2008  | FC Pristina   | 1 - 0                                                       | KF Vëllaznimi                                               |
| 2009  | FC Pristina   | 5 - 2                                                       | KF Hysi                                                     |
| 2010  | KF Trepça     | 2 - 0 ap                                                    | KF Liria                                                    |
| 2011  | KF Hysi       | 3 - 1                                                       | KF Besa Pejë                                                |
| 2012  | KF Trepça '89 | 1 - 0                                                       | FC Pristina                                                 |
| 2013  | FC Pristina   | Non disputé, le club ayant fait le doublé Coupe-Championnat | Non disputé, le club ayant fait le doublé Coupe-Championnat |
| 2014  | KF Vushtrria  | 2 - 0                                                       | KF Feronikeli                                               |
| 2015  | KF Feronikeli | Non disputé, le club ayant fait le doublé Coupe-Championnat | Non disputé, le club ayant fait le doublé Coupe-Championnat |
| 2016  | FC Pristina   | 2 - 1                                                       | KF Feronikeli                                               |
| 2017  | KF Trepça '89 | 5 - 0                                                       | KF Besa Pejë                                                |
| 2018  | KF Drita      | 2 - 1                                                       | FC Pristina                                                 |
| 2019  | KF Feronikeli | Non disputé, le club ayant fait le doublé Coupe-Championnat | Non disputé, le club ayant fait le doublé Coupe-Championnat |
| 2020  | FC Pristina   | 3 - 1                                                       | KF Drita                                                    |
| 2021  | KF Llapi      | 3 - 1 ap                                                    | FC Pristina                                                 |
| 2022  | KF Ballkani   | 1 - 0                                                       | KF Llapi                                                    |
| 2023  | FC Pristina   | 2 - 1                                                       | KF Ballkani                                                 |
| 2024  | KF Ballkani   | Non disputé, le club ayant fait le doublé Coupe-Championnat | Non disputé, le club ayant fait le doublé Coupe-Championnat |

### Bilan
| Club          | Victoires | Années                                                           |
| ------------- | --------- | ---------------------------------------------------------------- |
| FC Pristina   | 11        | 1995, 1996, 2001, 2004, 2006, 2008, 2009, 2013, 2016, 2020, 2023 |
| KF Besa Pejë  | 2         | 2005, 2007                                                       |
| KF Feronikeli | 2         | 2015, 2019                                                       |
| KF Trepça '89 | 2         | 2012, 2017                                                       |
| KF Dukagjini  | 1         | 1994                                                             |
| KF Gjilan     | 1         | 2000                                                             |
| KF Besiana    | 1         | 2002                                                             |
| KF KEK        | 1         | 2003                                                             |
| KF Trepça     | 1         | 2010                                                             |
| KF Hysi       | 1         | 2011                                                             |
| KF Vushtrria  | 1         | 2014                                                             |
| KF Drita      | 1         | 2018                                                             |
| KF Llapi      | 1         | 2021                                                             |
| KF Ballkani   | 1         | 2022                                                             |